# High by the Beach
«High by the Beach» es una canción de la cantautora estadounidense Lana Del Rey, perteneciente a su cuarto álbum de estudio Honeymoon. Fue lanzado oficialmente el 10 de agosto de 2015.

## Recepción
Peter Helman de Stereogum dijo que la canción "suena positivamente divertida, sigue siendo una canción de Lana Del Rey, obviamente, así que hay un poco de lentitud y ligereza que se encuentran. Esta es probablemente la cosa más pegadiza que ha hecho en mucho tiempo, y hay una independencia refrescante en las letras".

## Composición
"High by the Beach" es una mezcla entre synth-led y balada trap-hop. Relativamente optimista y estructuralmente tranquila, sirve como una combinación de todos los estilos musicales de Del Rey, sobre todo recordando las influencias de hip hop y trip hop de Born to Die (2012). Es más up-tempo y pop-indebted que sus anteriores trabajos, y se basa en la producción electrónica aireada y relajada, y un suave arreglo orquestal. La canción cuenta con un lento y claro ritmo de trap, prominente, y sonidos soñadores del sintetizador, influencias de percusiones de hip-hop y tambores Roland TR-808 en contraste con la melancólica y misteriosa instrumentación del órgano, perteneciente a una lenta y aireada sensación adicional. Se resaltaron los tambores para poner énfasis en su hi hat.

## Lanzamiento
"High by the Beach" es el primer sencillo de Honeymoon. El 4 de agosto Del Rey anunció la fecha del lanzamiento del sencillo, la cual fue el 10 de agosto y reveló la portada en su cuenta oficial de Instagram. Dicha imagen fue tomada por la hermana menor de Del Rey, Chuck Grant. El maquillaje fue hecho por Pamela Cochrane, el cabello por Anna Cafone y el guardarropa por Johnny Blueeyes. La portada es en colores pastel y cuenta con Del Rey en un vestido de seda en un muelle junto a un modelo de velero en miniatura. Natalie Weiner de Billboard opinó que el nombre de la canción "puede ser bastante explícito por sí mismo. Brennan Carley de Spin dijo que Del Rey fue "magníficamente prestada" en la obra. Emily Manning de Vice consideró a dicha portada como "náuticamente nostálgica" y escribió "Es algo así como una salida de la anterior estética oscura de la cantante, que ha servido como inspiración para un amplio movimiento de chicas tristes y Tumblr góticos"
El 8 de agosto "High by the Beach" se filtró en Internet, dos días antes de lo previsto. Se informó más tarde que la etiqueta de Del Rey se había retirado con diligencia a las filtraciones de la canción. Del Rey compartió el audio oficial de la pista el 10 de agosto, con un estreno oficial en el Apple Music Beats 1 y en la BBC Radio 1. El mismo día, "'High by the Beach'" sepuso a disposición como descarga digital en pre-orden con una nueva fecha de lanzamiento, el 12 de agosto. Sin embargo, dicha nueva fecha fue retirada y finalmente "'High by the Beach'" fue lanzado digitalmente el 10 de agosto, tal y como estaba previsto.

## Video musical
El 9 de agosto de 2015, Del Rey publicó una imagen promocional del video musical de "High by the Beach" en Instagram. El 10 de agosto, Del Rey compartió un breve clip del video musical en Instagram. El 12 de agosto, Del Rey compartió 15 segundos de vídeo de vista previa en Instagram y anunció que el video musical completo se dará a conocer el 13 de agosto.

### Sinopsis
El video está rodado principalmente en una técnica de cámara inestable con muy poca edición o cortes. El video comienza con un acercamiento a lo largo del mar hacia una casa en la orilla, en la cual se logra ver a Del Rey vistiendo un vestido blanco de corte bajo en un sujetador negro - todos cubiertos por una túnica azul de seda de vidrio del mar ligero, con su cabello de rizos castaños flotando libremente por su espalda. Entra en la casa lujosa mientras que un helicóptero se aproxima por los cielos hacia ella. Después de entrar en la casa la cámara sigue a Del Rey por detrás mientras camina hacia arriba, posando delante de un espejo y colapsando en su cama, rodando en ella. La cámara continúa siguiéndola mientras va hacia abajo, donde comienza a hojear las páginas de una revista. A medida que la cámara viene enfrente de ella, el helicóptero vuelve a aparecer más cerca de la casa, flotando enfrente de las ventanas, después de que ella camina lentamente hacia ellos. Como Del Rey se ve afectada por la hélice, la cámara se acerca al helicóptero, y se observa un fotógrafo que tomaba fotografías a Del Rey posando con su cabello, bata y vestido soplando en el viento. Entonces Del Rey sale corriendo a la playa y saca un estuche de guitarra de debajo de una pila de rocas. Cuando regresa al balcón abre el estuche y saca de él una gran arma de fuego. En ello se vuelve al fotógrafo y abre fuego hacia el helicóptero, destruyéndolo y por consecuencia matando al fotógrafo. En consecuencia de la explosión, piezas en llamas del helicóptero revolotean por el aire mientras Del Rey baja el arma y mira fijamente en dirección a donde vuelan los restos del helicóptero. Posteriormente pasa un corto de un resto de una carta que es llevada por las agua del mar, y finalmente se ve a Del Rey entrando nuevamente en la casa.

## Lista de canciones
- Descarga Digital[3]

1. "High by the Beach" – 4:17

## Historial de estreno
| País           | Fecha                | Formato          | Discográfica    | Ref.   |
| -------------- | -------------------- | ---------------- | --------------- | ------ |
| Bélgica        | 10 de agosto de 2015 | descarga digital | Universal Music | [ 4 ]  |
| Canadá         | 10 de agosto de 2015 | descarga digital | Interscope      | [ 5 ]  |
| Francia        | 10 de agosto de 2015 | descarga digital | Polydor         | [ 6 ]  |
| Alemania       | 10 de agosto de 2015 | descarga digital | Vertigo Capitol | [ 7 ]  |
| Italia         | 10 de agosto de 2015 | descarga digital | Universal Music | [ 8 ]  |
| Luxemburgo     | 10 de agosto de 2015 | descarga digital | Universal Music | [ 9 ]  |
| Portugal       | 10 de agosto de 2015 | descarga digital | Universal Music | [ 10 ] |
| España         | 10 de agosto de 2015 | descarga digital | Universal Music | [ 11 ] |
| Suiza          | 10 de agosto de 2015 | descarga digital | Universal Music | [ 12 ] |
| Reino Unido    | 10 de agosto de 2015 | descarga digital | Polydor         | [ 13 ] |
| Estados Unidos | 10 de agosto de 2015 | descarga digital | Interscope      | [ 3 ]  |